# Jimi Mbaye
Pour les articles homonymes, voir Mbaye.
Mamadou Mbaye, dit Jimi Mbaye, né en 1957 à Dakar et mort le 12 février 2025, est un guitariste, auteur, compositeur et chanteur sénégalais.
Il est connu pour être le cofondateur du groupe Super Étoile de Dakar en 1979, dans lequel il joue aux côtés de Youssou N'Dour et El Hadji Faye pendant plus de trente ans.

## Biographie
Né en 1957 à Dakar au Sénégal dans une famille de guewels (griots), Mamadou Mbaye aka Jimi Mbaye est le petit-fils de Oumy Seck et Djiby Salif Seck descendants de Matakou et Massata Seck. 
Son père, qui est très pieux, s’oppose à ce que ses enfants jouent de la musique. Cette interdiction n’éteint pas la passion naissante de Jimi Mbaye qui, à l’âge de 10 ans, se fabrique sa première guitare à partir d’un fil de pêche et de canettes. Trois ans plus tard, son frère aîné, El Hadj, lui fait cadeau d’une guitare acoustique.
À 18 ans, Jimi s’achète sa première guitare électrique, une Fender Stratocaster et, en 1977, il se produit avec African Band et Dagoudane Band sous le nom Jimi Mbaye, en hommage à une de ses principales sources d’inspiration, Jimi Hendrix.
Jimi Mbaye meurt le 12 février 2025 à l'âge de 68 ans, à la suite d'une longue maladie qui l'avait affaibli avec le temps.

### Super Étoile
En 1979,  Jimi se lie avec Youssou N’Dour et tous deux ne tardent pas à dominer la scène sénégalaise en jouant du Mbalax, cette musique au rythme complexe et dansant, si singulière à la jeunesse du Sénégal et incontestablement la plus populaire.  Deux ans plus tard, les deux musiciens fondent avec Mbaye Dièye Faye (percussionniste), Papa Oumar Ngom (guitare accompagnement) et Assane Thiam (tama) l’orchestre Super Étoile. Leur compagnonnage va durer plus de quarante ans.

## Discographie

### En solo

#### Dakar Heart(1997)
Cet album a reçu l’Indie Award for Contemporary World Music.

#### Yaye Digalma(2004)
Cet album exprime l'influence que les nombreuses collaboration de Jimi Mbaye ont eu sur sa musique. Il s'éloigne du style Mbalax et reprend la chanson de Kate Bush et Peter Gabriel Don't Give Up.

#### Khare Dounya(2012)
Troisième album enregistré avec sa nouvelle formation, le groupe Dogo, dans son studio dakarois. 
Le titre signifie « se battre pour la vie ».  Cet album a été enregistré dans le studio Dogo de Jimi Mbaye, à Dakar.

### Collaborations
Jimi Mbaye a collaboré avec de nombreux artistes, tels que Steve Reid, Peter Gabriel, Viviane Chidid, Alliance Ethnik, Gilberto Gil, Cheikh Ndoye, Oumou Sangaré.
Par ailleurs, il n'hésite pas à s'associer avec de jeunes talents sénégalais tels que Pape Diouf. Il se produit également sur scène avec Pape et Cheikh.

## Style
Jimi Mbaye est surtout reconnu pour sa créativité et sa virtuosité à la guitare aussi bien par le grand public que par ses contemporains guitaristes. 
La musique de Jimi Mbaye comporte des éléments de musique traditionnelle sérère, de musique mandingue et de rhythm and blues. 
Jimi Mbaye a notamment innové en jouant les sons du n'goni (« xalam » en wolof) et de la kora qu’il a intégrés dans sa Fender Stratocaster.